# Totò e le donne
Totò e le donne és una pel·lícula italiana del 1952 signada oficialment per Mario Monicelli i Steno, però en realitat dirigida només per Steno (els dos havien rebut l'encàrrec d'escriure i dirigir dues pel·lícules juntes, aquesta i Le infedeli, però sense que els productors ho sabessin, van dividir les pel·lícules, una pel·lícula cadascuna, i Monicelli va triar Le infedeli ). És la primera de moltes pel·lícules en què apareixen junts Totò i Peppino De Filippo.

## Argument
El cavaller Scaparro, dependent d'una botiga de teixits, ha de tractar amb clients insaciables; quan torna a casa, troba la seva dona insatisfeta i intrusa que anticipa qui és l'assassí de les seves novel·les policíaques preferides. Aleshores es refugia a l'àtic on, mirant a la càmera, fa una crida als espectadors de la pel·lícula, incitant-los a "amagar-se" per fugir de l'atenció de les seves dones, on poden fumar, escampant cendres allà on passen, llegint tranquil·lament llibres d'assassinats on les víctimes són preferentment dones.
| « | Homes de gènere masculí! Contra el desgast de la dona moderna, amaga't a l'àtic. | » |

Continuant amb la seva història als espectadors, el cavaller explica com ha d'aguantar fins i tot la minyona, incapaç de recordar qui el va trucar per telèfon per un gran problema, semblant-li que era un meló (en realitat un milió de llires).
També hi hauria la seva pròspera filla per donar-li problemes, però afortunadament hi ha el doctor Paolo Desideri que, atret físicament per la jove, malgrat les advertències del cavaller vol casar-se amb ella, encara que ella el truqui a l'hospital exigint-li que el seu "petit pardal" xiuli per ella al telèfon per mostrar el seu amor. El metge comença a tenir alguns dubtes quan recorda la baralla que va esclatar en un autobús ple de gent, on la seva xicota va acusar un pinxo de tocar-li el pit.

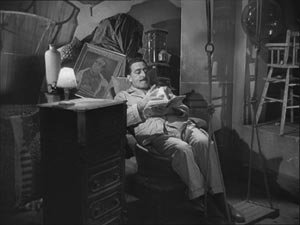
Totò a la pel·lícula

Fins i tot quan la seva dona se'n va de vacances, el cavaller Scaparro, deixat sol i lliure, enganyant-se que es pot divertir amb alguna dona menuda, no té millor destí. De fet, en un club coneix una jove que, en lloc d'entretenir-lo, aprofita la seva comprensió per explicar-li tots els seus problemes, fent-lo plorar.
Al final, en una discussió amb el seu marit, l'esposa decideix tornar amb la seva mare i li revela com, amb el seu sou minso, ha sabut estalviar diners: durant anys li cuinava carn de cavall, fent-la passar. com a vedella, li va donar vi aigualit d'acord amb el vinater i, durant la malaltia del seu marit, va vendre el braçalet d'or que el seu marit li havia donat, substituint-lo per un de llautó.
El cavaller Scaparro entén que ha d'estar agraït a la seva dona.
Amb motiu del casament de la seva filla amb el doctor Desideri (que, malgrat les advertències rebudes, tot i que coneix el que l'espera no pot esperar per començar la lluna de mel), es reconcilia amb la seva altra meitat, avisant una vegada més els espectadors de com no es pot renunciar a les dones.

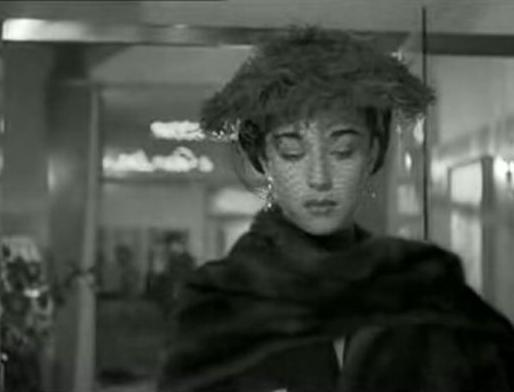
Franca Faldini

## Repartiment
- Totò: cav. Filippo Scaparro
- Ave Ninchi: Giovanna, l'esposa
- Giovanna Pala: Mirella, la filla
- Peppino De Filippo: Doctor Paolo Desideri
- Clelia Matania: Carolina, la minyona
- Franca Faldini: amant de Scaparro
- Lea Padovani: Ginetta, la prostituta
- Alda Mangini: clienta amb gustos difícils
- Mario Castellani: comptable Carlini
- Excepte Libassi: director sicilià
- Carlo Mazzarella: presentador
- Primarosa Battistella: Antonietta
- Pina Gallini: la sogra
- Mimmo Poli: la infermera
- Carlo Vanzina: el petit Filippo Jr

## Llocs de rodatge
L'escena de la trobada amb l'amant al cafè es va rodar al cafè Canova de la piazza del Popolo de Roma, mentre que el de l'estació es va filmar a la stazione Ostiense de la capital.

## Crítica cinematogràfica
| « | No és una pel·lícula. És una mena de festa familiar entre Totò i els seus milers i milers d'aficionats. La farsa, basada en les bromes i les actuacions que van fer popular a l'humorista a l'escenari, pretén ser una antologia de lamentacions sobre la vida del seu marit i de l'home en general maltractat pel sexe dèbil. És una pel·lícula crua, però fa esclatar a riure. | » |

| « | Aquesta vegada no estem al cinema sinó a una conferència. A la càtedra està el famós professor Totò, i de fet dirigint-se directament al públic comença des del principi a desenvolupar la seva tesi, que el gènere femení és un gènere abominable i pestífer [..]. | » |

| « | (...) Es tracta d'una sèrie de "cortines" de temàtica fixa, digressions sobre el femení etern, a cura de Steno i Monicelli. Totò s'associa, entre d'altres, amb Lea Padovani que degrada les seves indubtables qualitats com a actriu dramàtica, estranyament desagraïda amb ella mateixa. Però Totò és el primer que arrossega a l'extrem la seva pròpia personalitat (...) perdre's en la complexitat i el caos tronador de la revista barata (...). | » |